# Le Grand-Lucé
Le Grand-Lucé est une commune française, située au sud-est du département de la Sarthe en région Pays de la Loire, peuplée de 1 941 habitants.
La commune fait partie de la province historique du Maine, et se situe dans le Haut-Maine.

## Géographie
Le Grand-Lucé est un ancien chef-lieu de canton, supprimé en 2015, du département de la Sarthe, situé à 28 km au sud-est du Mans dans la région naturelle du Perche.

### Communes limitrophes
| Saint-Mars-d'Outillé | Parigné-l'Évêque         | Challes                                 |
| Saint-Mars-d'Outillé | du Grand-Lucé            | Villaines-sous-Lucé, Montreuil-le-Henri |
| Pruillé-l'Éguillé    | Saint-Vincent-du-Lorouër | Courdemanche                            |

### Climat
Pour des articles plus généraux, voir Climat des Pays de la Loire et Climat de la Sarthe.
En 2010, le climat de la commune est de type climat océanique dégradé des plaines du Centre et du Nord, selon une étude du CNRS s'appuyant sur une série de données couvrant la période 1971-2000. En 2020, Météo-France publie une typologie des climats de la France métropolitaine dans laquelle la commune est dans une zone de transition entre le climat océanique et le climat océanique altéré et est dans la région climatique  Moyenne vallée de la Loire, caractérisée par une bonne insolation (1 850 h/an) et un été peu pluvieux. 
Pour la période 1971-2000, la température annuelle moyenne est de 11 °C, avec une amplitude thermique annuelle de 14,8 °C. Le cumul annuel moyen de précipitations est de 732 mm, avec 11,6 jours de précipitations en janvier et 7,1 jours en juillet. Pour la période 1991-2020, la température moyenne annuelle observée sur la station météorologique de Météo-France la plus proche, sur la commune du Luart à 24 km à vol d'oiseau, est de 12,0 °C et le cumul annuel moyen de précipitations est de 686,4 mm,. Pour l'avenir, les paramètres climatiques de la commune estimés pour 2050 selon différents scénarios d'émission de gaz à effet de serre sont consultables sur un site dédié publié par Météo-France en novembre 2022.

## Urbanisme

### Typologie
Au 1er janvier 2024, Le Grand-Lucé est catégorisée bourg rural, selon la nouvelle grille communale de densité à sept niveaux définie par l'Insee en 2022.
Elle est située hors unité urbaine. Par ailleurs la commune fait partie de l'aire d'attraction du Mans, dont elle est une commune de la couronne,. Cette aire, qui regroupe 144 communes, est catégorisée dans les aires de 200 000 à moins de 700 000 habitants,.

### Occupation des sols
L'occupation des sols de la commune, telle qu'elle ressort de la base de données européenne d’occupation biophysique des sols Corine Land Cover (CLC), est marquée par l'importance des territoires agricoles (80,4 % en 2018), une proportion sensiblement équivalente à celle de 1990 (80,5 %). La répartition détaillée en 2018 est la suivante :
terres arables (33,6 %), prairies (26 %), zones agricoles hétérogènes (20,8 %), forêts (14 %), zones urbanisées (4,4 %), espaces verts artificialisés, non agricoles (1,2 %). L'évolution de l’occupation des sols de la commune et de ses infrastructures peut être observée sur les différentes représentations cartographiques du territoire : la carte de Cassini (XVIIIe siècle), la carte d'état-major (1820-1866) et les cartes ou photos aériennes de l'IGN pour la période actuelle (1950 à aujourd'hui).

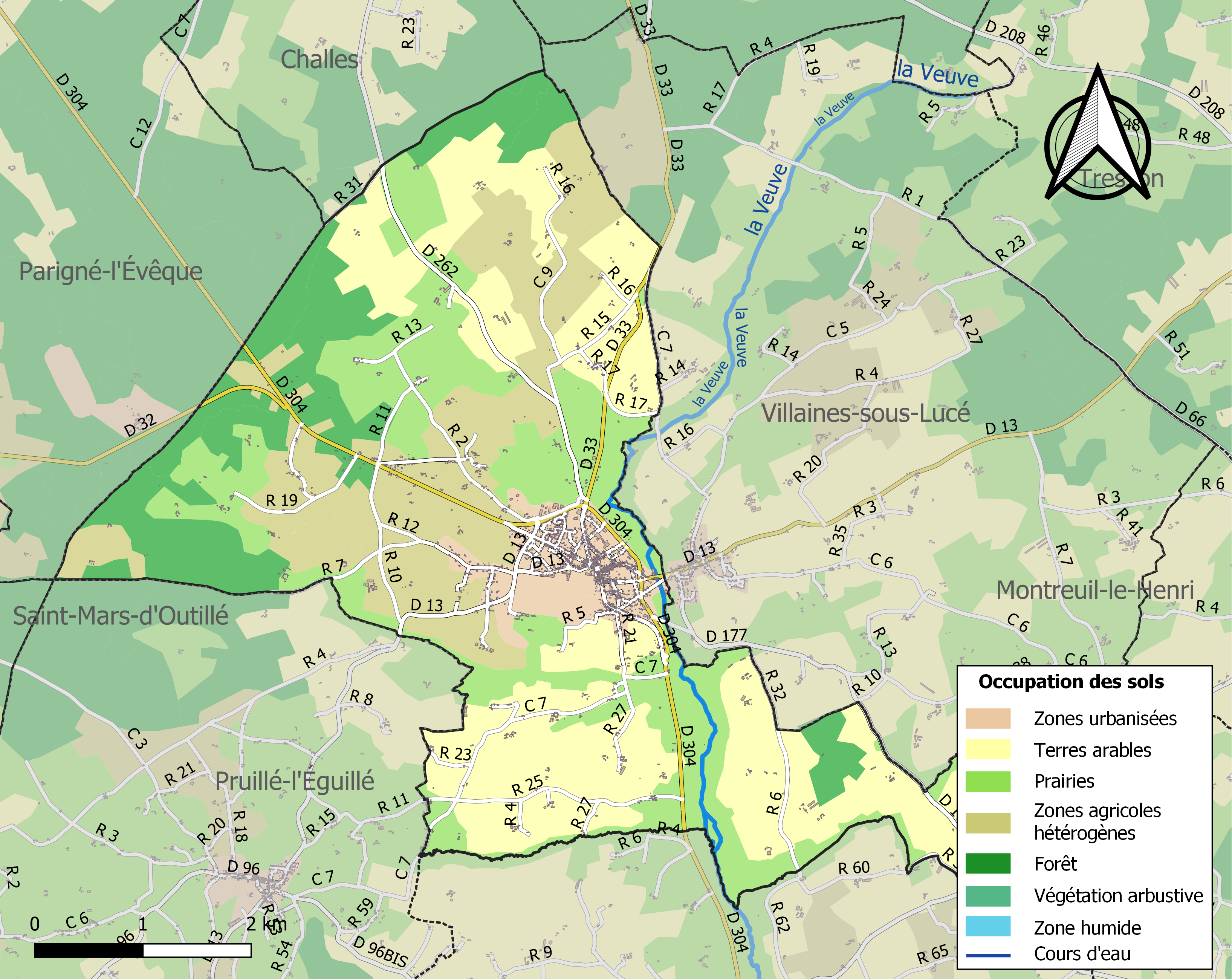
Carte des infrastructures et de l'occupation des sols de la commune en 2018 (CLC).

## Toponymie
Le gentilé est Lucéen.

## Histoire

### Le château du Grand-Lucé
Le château actuel du Grand-Lucé est un édifice élevé tout en pierre, dans les années 1760. La façade d'arrivée donne sur une cour en forme de fer à cheval, ouverte sur le bourg. La façade opposée domine un parc redessiné à la française. Une cour de dépendances également en forme de fer à cheval jouxte le château.
Lucé-au-Maine est mentionné dès 1039 parmi les mottes féodales édifiées par le baron de Château-du-Loir. Guy de Lucé (1227-1281) est seigneur de Lucé. François Ier érige Lucé en baronnie en 1539.
Parmi les familles seigneuriales,, les d'Eschelles eurent Lucé depuis la fin du XIIIe siècle avec Pierre Ier (fl. 1280/1281), dont la petite-fille Marie († vers 1406) épousa en 1370 Brisegaud de Couesmes (à Couesmes et Ancinnes) (vers 1340-1410). Succession : leur fils Charles Ier de Couesmes de Lucé, né vers 1370, marie Marguerite de Maulévrier, < d'où Charles II de Couesmes (1390/1392-1466), époux de Marguerite vicomtesse de St-Nazaire, fille de Jean III de Rieux (vers 1400-1445) ;
- leur fils François de Couesmes (1424-1494), épouse Jeanne, † 1494, fille d'Antoine Turpin de Crissé : < d'où François/Nicolas de Couesmes (vers 1450-1508), conseiller-chambellan de Louis XI, mari de Madeleine de Chourses de Malicorne, qui reconstruisit le château vers 1455 ;
  - leur fille Renée épousa Odet d'Avaugour,
  - et leur fils Charles III de Couesmes, † 1543, fut le mari de Jeanne puis de Gabrielle d'Harcourt (deux filles de François d'Harcourt de Bonnétable), qui lui apportèrent Bonnétable.

Le fils de Charles III et Gabrielle d'Harcourt, Louis de Couesmess seigneur de Lucé-au-Maine et de Bonnétable, épousa vers 1555 Anne de Pisseleu (fille d'Adrien et nièce d'Anne), d'où :
- Jean de Couesmes (vers 1555-1574/1575 ; premier mari en 1573 de Françoise de Maridor, la Dame de Monsoreau),
- et sa sœur Jeanne de Coesme (vers 1554/1560-1601), dame de Lucé et de Bonnétable, femme en 1574 de Louis/Ludovic de Montafié, seigneur piémontais, comte de Montafié et de Carignan. Leur fille Anne de Montafié (1577-1644) se maria en 1601 avec Charles de Bourbon-Soissons, d'où les Savoie-Carignan et les d'Albert ducs de Luynes et de Chevreuse.

Il y eut ensuite des ventes ; ainsi, sont signalés comme sires de Lucé : Michel II de/du G(u)ast (né vers 1550 ; dit sire de Montgaug(i)er et de Lucé-au-Maine en 1614, gouverneur d'Amboise, marié en 1589 à Antoinette, fille de Pierre de Montmorency-Fosseux et sœur de la Belle Fosseuse ; son fils Roger de Gast est dit seigneur de Lucé et Montgauger en 1617, marquis de Montgoger en 1623) ; Dangeau (1638-1720) en 1702 ; puis les Pineau de Viennay.
De 1761 à 1764, Jacques Pineau de Viennay ordonne de raser les demeures seigneuriales et de construire un nouveau château. En 1781, un incendie détruit le village dans sa quasi-totalité. Les habitants se réfugient dans les cours et les annexes du château épargné. En 1871, le maire obtient des Prussiens qu'ils n'attaquent pas l'armée de la Loire en retraite et arrêtée au Grand-Lucé. Le combat aura lieu au Tertre Rouge au Mans.
Adélaide, fille de Jacques Pineau de Viennay, épouse le 17 avril 1776 François Achard Joumart Tison d'Argence, seigneur de Dirac et de Monceau, et lui donne deux enfants Claude François Achard Joumart Tison d'Argence et Frédéric François Achard Joumart Tison d'Argence, tous deux nés au château du Grand-Lucé. Leur sont apparentées les familles du baron Le Vavasseur, de Quemper de Lanascol, de la Guilbourgère, de Polignac, de Kerouartz, de Kermel, du Bouys de la Bégassière, de la Villéon, du Raquet, de la Chapelle et de Cressol).
C'est en suivant son avancement par correspondance, depuis l'Alsace où il était gouverneur, que Jacques Pineau de Viennay, avait fait édifier le château du Grand-Lucé. Il se rendit pour la fin de son chantier dans la cour d'honneur où il fut frappé d'une attaque cardiaque foudroyante. Le château resta dans la famille des marquis d'Argence jusqu'en 1920, quand il fut vendu au vicomte d'Avenel (1855-1939). Sa fille Madeleine d'Avenel (1910-1984) épousa en 1933 le prince Éric de Broglie (1904-1956).
Le château fut vendu vers 1939 à un marchand de biens qui morcela la propriété en exploitant le parc forestier. Pendant l'occupation allemande, un officier supérieur qui habitait le château prévint les autorités françaises du désastre. Le préfet intervint pour arrêter les opérations. Puis à la Libération le château fut transformé en hôpital militaire pour les Alliés. L'armée américaine céda le château à la ville pour la création d'un sanatorium, puis la fondation Georges-Coulon s'y installa dès 1955. Le château quelques années plus tard fut converti en maison de cure. Cette propriété devenant une lourde charge pour la municipalité du Grand-Lucé, fut cédée au conseil général de la Sarthe. D'importants travaux furent entrepris, jardins, toitures, menuiseries. Le conseil général décida, après avoir fait de gros investissements, de revendre en 2003 le château du Grand-Lucé à un riche Américain, grand décorateur d'intérieur, Timothy Corrigan de Los Angeles. Celui-ci le transforma en un véritable écrin « du siècle des Lumières » : le château retrouve alors l'éclat de la grande époque des familles Pineau de Viennay de Lucé et des marquis d'Argence. Après l'avoir utilisé comme résidence privée, en l'ouvrant pour des évènements ponctuels, Timothy Corrigan revend le Grand-Lucé en juin 2017 à sa compatriote, la femme d'affaires Marcy Holthus, spécialisée dans les hôtels de luxe. La nouvelle propriétaire y a ouvert en 2019 un hôtel de luxe et, en 2020, un restaurant gastronomique.

## Démographie
L'évolution du nombre d'habitants est connue à travers les recensements de la population effectués dans la commune depuis 1793. Pour les communes de moins de 10 000 habitants, une enquête de recensement portant sur toute la population est réalisée tous les cinq ans, les populations de référence des années intermédiaires étant quant à elles estimées par interpolation ou extrapolation. Pour la commune, le premier recensement exhaustif entrant dans le cadre du nouveau dispositif a été réalisé en 2008.
En 2022, la commune comptait 1 941 habitants, en évolution de +1,09 % par rapport à 2016 (Sarthe : −0,25 %, France hors Mayotte : +2,11 %).
| 1793  | 1800  | 1806  | 1821  | 1831  | 1836  | 1841  | 1846  | 1851  |
| ----- | ----- | ----- | ----- | ----- | ----- | ----- | ----- | ----- |
| 1 780 | 2 045 | 2 146 | 2 310 | 2 372 | 2 316 | 2 354 | 2 365 | 2 505 |

| 1856  | 1861  | 1866  | 1872  | 1876  | 1881  | 1886  | 1891  | 1896  |
| ----- | ----- | ----- | ----- | ----- | ----- | ----- | ----- | ----- |
| 2 310 | 2 294 | 2 186 | 2 131 | 2 140 | 2 091 | 2 122 | 2 030 | 2 042 |

| 1901  | 1906  | 1911  | 1921  | 1926  | 1931  | 1936  | 1946  | 1954  |
| ----- | ----- | ----- | ----- | ----- | ----- | ----- | ----- | ----- |
| 1 928 | 1 961 | 1 955 | 1 788 | 1 799 | 1 747 | 1 723 | 1 707 | 1 649 |

| 1962  | 1968  | 1975  | 1982  | 1990  | 1999  | 2006  | 2008  | 2013  |
| ----- | ----- | ----- | ----- | ----- | ----- | ----- | ----- | ----- |
| 1 685 | 1 694 | 1 746 | 1 792 | 1 961 | 1 933 | 2 025 | 2 054 | 1 935 |

| 2018  | 2022  | - | - | - | - | - | - | - |
| ----- | ----- | - | - | - | - | - | - | - |
| 1 926 | 1 941 | - | - | - | - | - | - | - |

## Économie
- Magasin Intermarché.
- Carrosserie automobile.
- Agriculture.
- Centre médical Georges-Coulon.

## Culture locale et patrimoine

### Lieux et monuments
- Le château de Lucé XVIIIe siècle.
- Hôtel Bléteau, mairie.
- Église Saint-Facile.

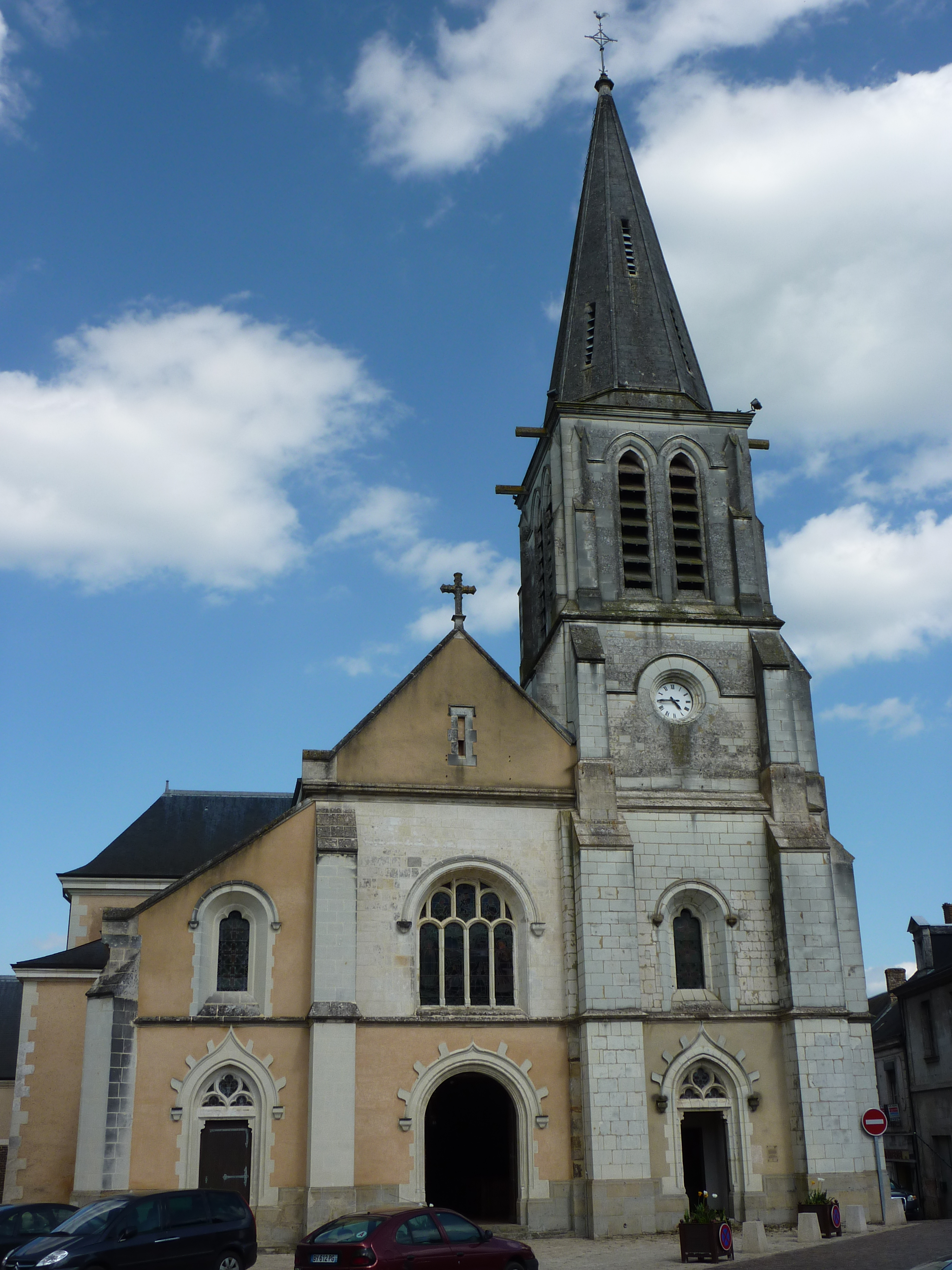
L'église Saint-Facile.
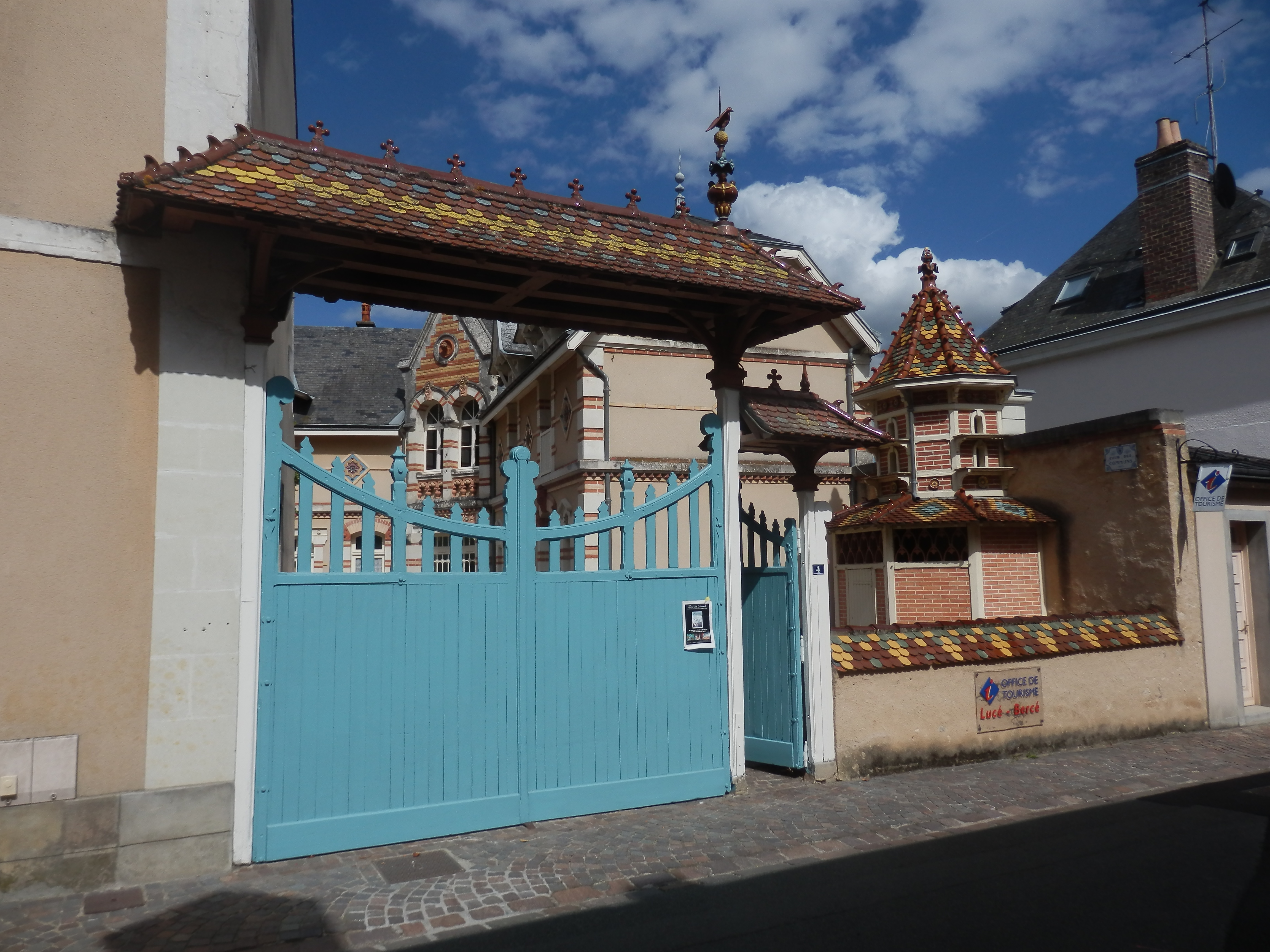
L'office du tourisme.

### Activité et manifestations

#### Jumelages
- Cherry Willingham (Angleterre), voir Cherry Willingham(en).

#### Sports
- Concours hippique.

### Personnalités liées à la commune
- Christian Pineau, conseiller général du canton de 1955 à 1979, syndicaliste, membre de la SFIO puis  du PS, déporté résistant et compagnon de la Libération, député de la Sarthe (1945-1958), successivement ministre du Ravitaillement (1945), des Travaux publics et des Transports (1947-1950), des Finances (1948) et des Affaires étrangères (1956-1958). Il est par ailleurs auteurs de livres politiques ou d'histoires destinées à la jeunesse.
- Paul Noirot (1923-2010), écrivain et journaliste, est mort dans la commune.

### Héraldique
| Blason de Le Grand-Lucé | Blason  | D'or au lion d'azur, armé et lampassé de gueules ; au chef d'argent chargé de trois pommes de pin de sinople. |
| Blason de Le Grand-Lucé | Détails | Adopté le 6 avril 1961.                                                                                       |